# 沃尔夫埃格
沃尔夫埃格是德国巴登-符腾堡州的一个市镇。总面积39.49平方公里，总人口3484人，其中男性1735人，女性1749人（2011年12月31日），人口密度88人/平方公里。